# Вулиця Пушкіна (Сімферополь)
Вулиця Пушкіна (крим. Puşkin soqağı) — вулиця в Центральному районі Сімферополя. Названа на честь російського поета Олександра Пушкіна, історична назва — Приютинська.

## Опис
Загальна довжина вулиці становить 1.2 км. Плиблизно половина вулиці є пішохідною.
Вулиця пролягає від перехрестя з вулицями Олександра Невського, Ушинського та Раднаркомівським провулком до спорткомплексу «Локомотив».
Перетинається вулицями Карла Маркса, Горького, Гоголя, Самокиша, Маяковського, Козлова та Піонерським провулком.
На вулиці знаходяться будівля Сімферопольської міської Думи і Управи — зараз Республіканська організація «Кримська філармонія», прибутковий будинок Шнейдера, будівля мануфактурного магазину Семерджіева, колишній готель «Метрополь», прибутковий будинок Бреннера, колишній особняк Шнейдера, житловий будинок Водоціана, будинок братів Левітанів, колишній особняк початку XX століття, трансформаторна підстанція, Церква святої Мироносиці Марії Магдалини, Кримський академічний російський драматичний театр імені Максима Горького та пам'ятник Пушкіну, Кримський етнографічний музей, Музей історії міста Сімферополя, кінотеатр «Спартак», Республіканський спортивний комплекс «Локомотив» і Семінарський сквер.

## Історія
Вперше зустрічається під назвою Приютинська, оскільки в 1858 році сюди, на тодішню Сінну площу, в кілька будівель під номером 20 було переведено дитячий притулок.
З другої половини ХІХ століття вулиця була забудована повністю.
У травні 1899 року, на століття від дня Олександра Пушкіна, Сімферопольська дума перейменувала вулицю на Пушкінську. Хоча російський поет провів у місті лише тиждень, а всього у Криму провів один місяць у серпні — вересні 1820 року.
З квітня 1937 року вулиця має назву вулиця Пушкіна.
В 1967 році біля театру імені Максима Горького відкрили пам'ятник Пушкіну.
10 серпня 2021 року, після окупаційного «ремонту» частково обвалилася історична будівля Кримської філармонії.

## Галерея

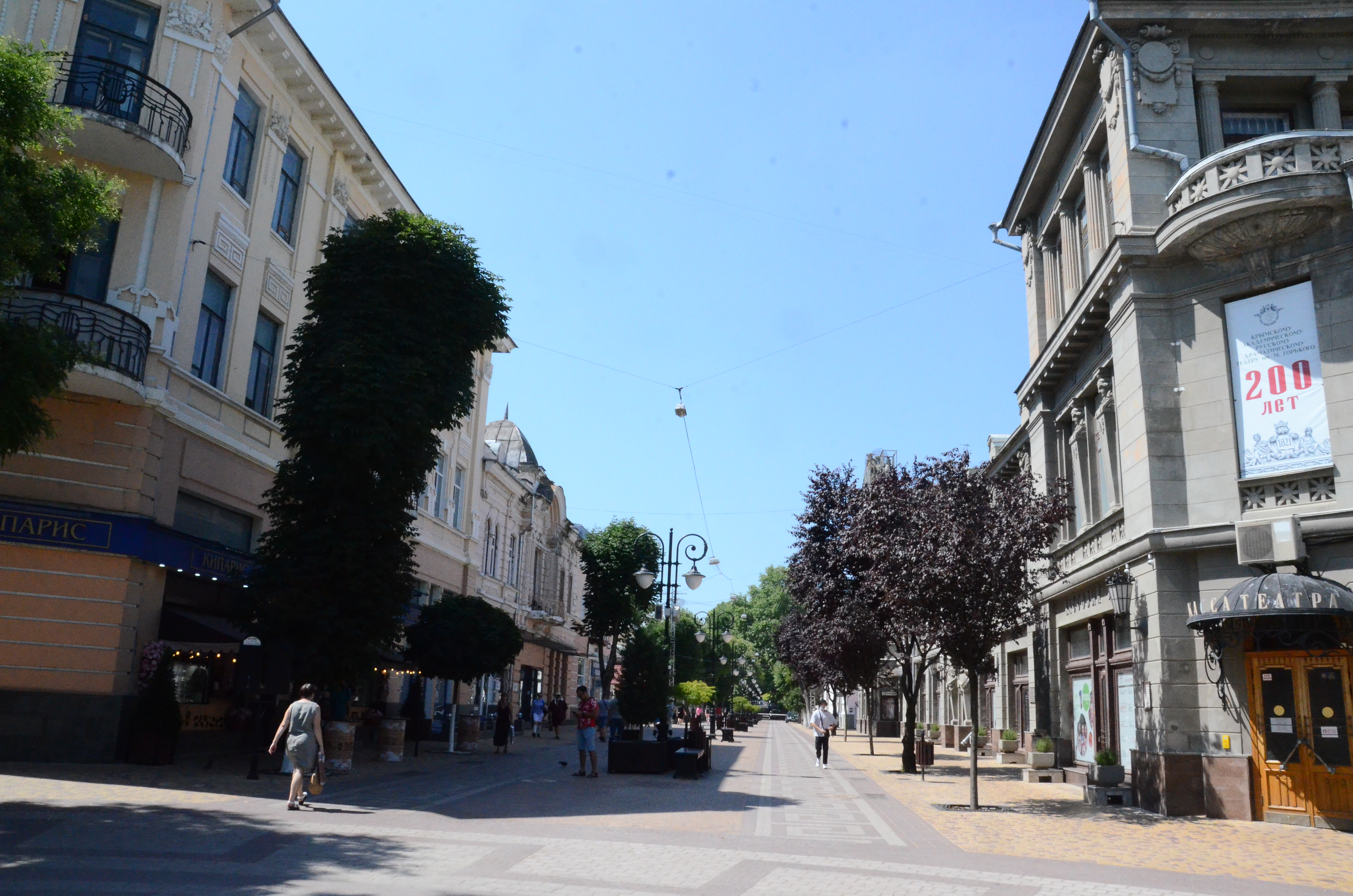
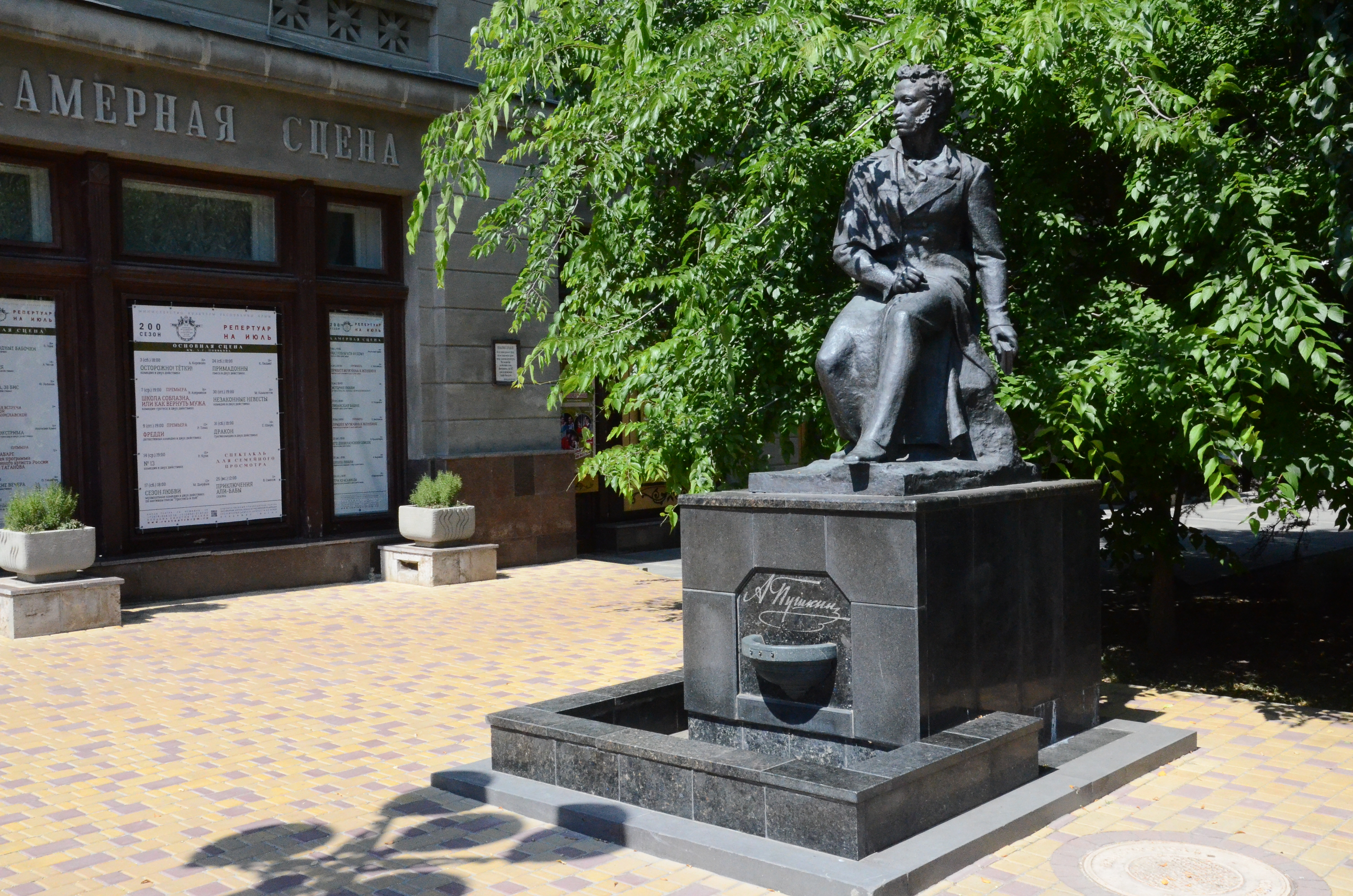
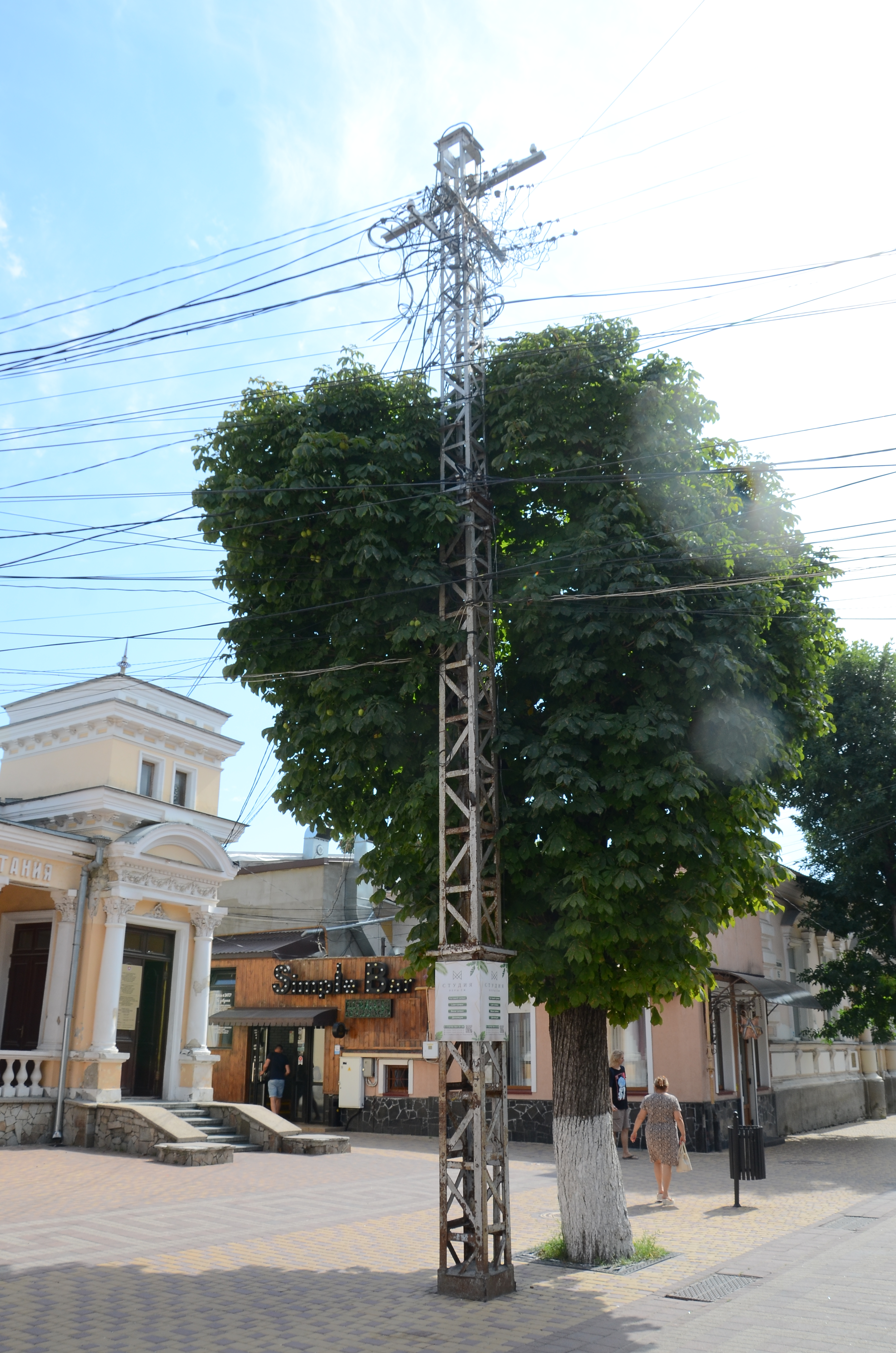
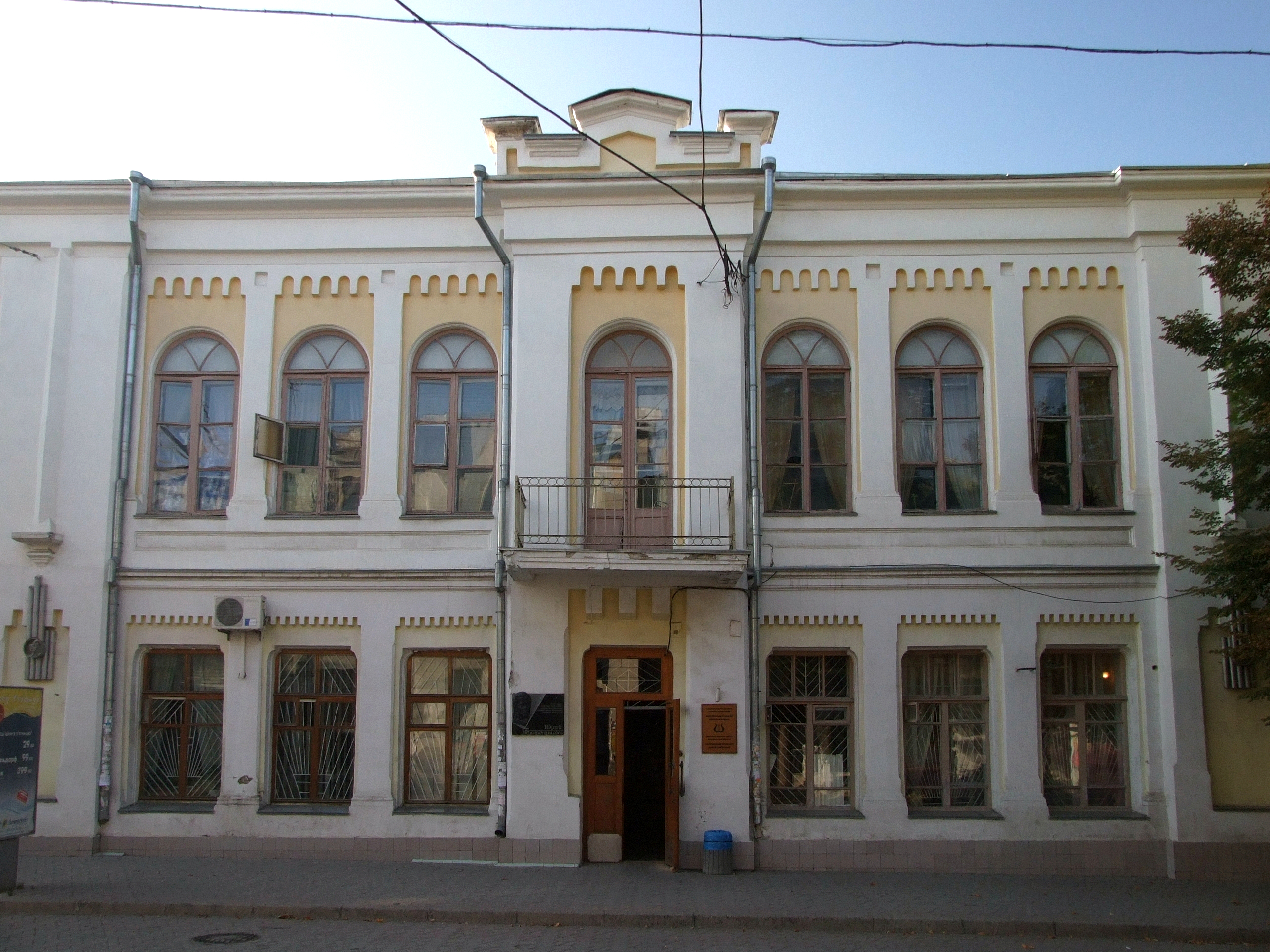
Будівля Сімферопольської міської Думи і Управи, зараз Республіканська організація «Кримська філармонія»
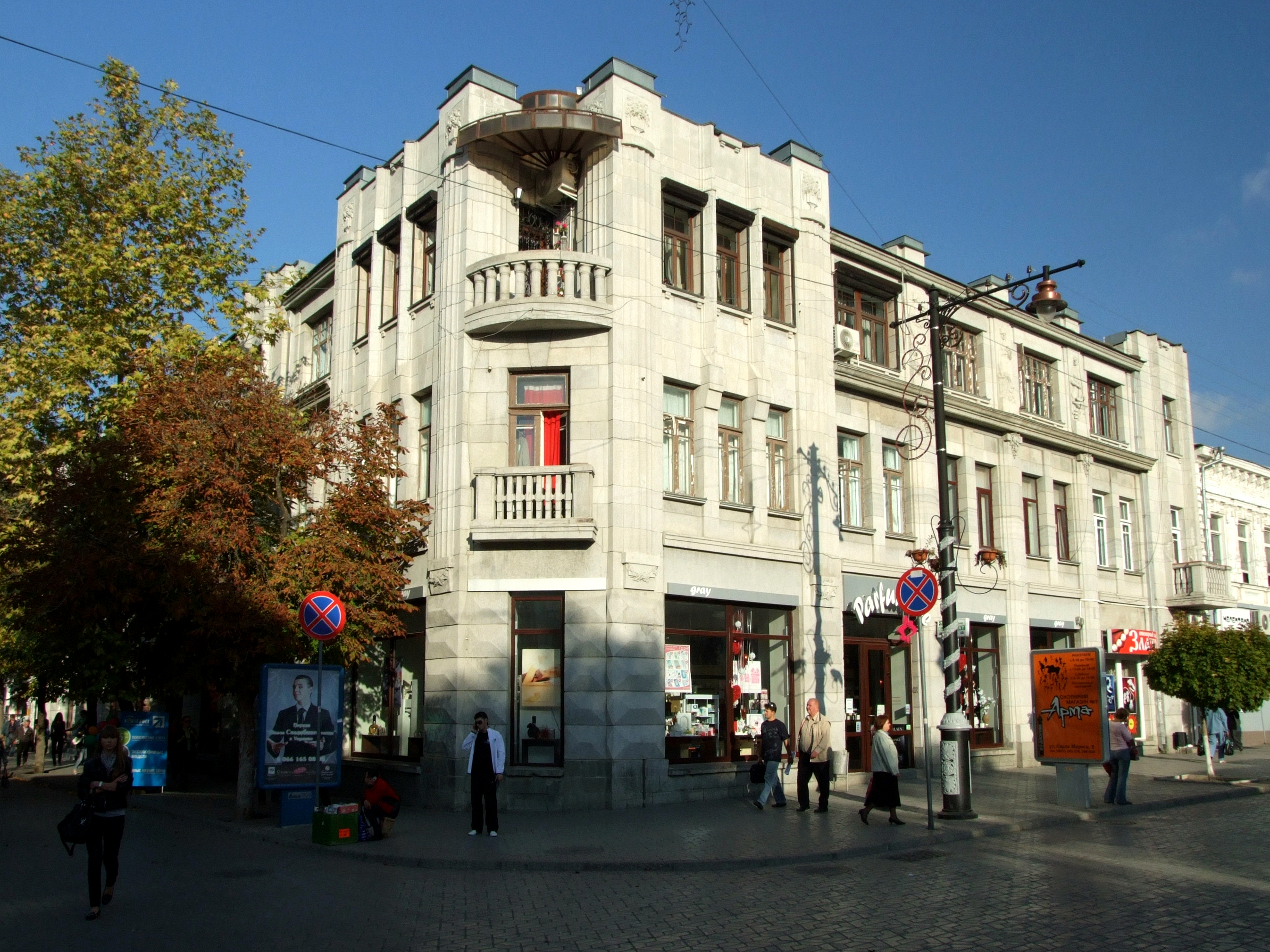
Прибутковий будинок Шнейдера
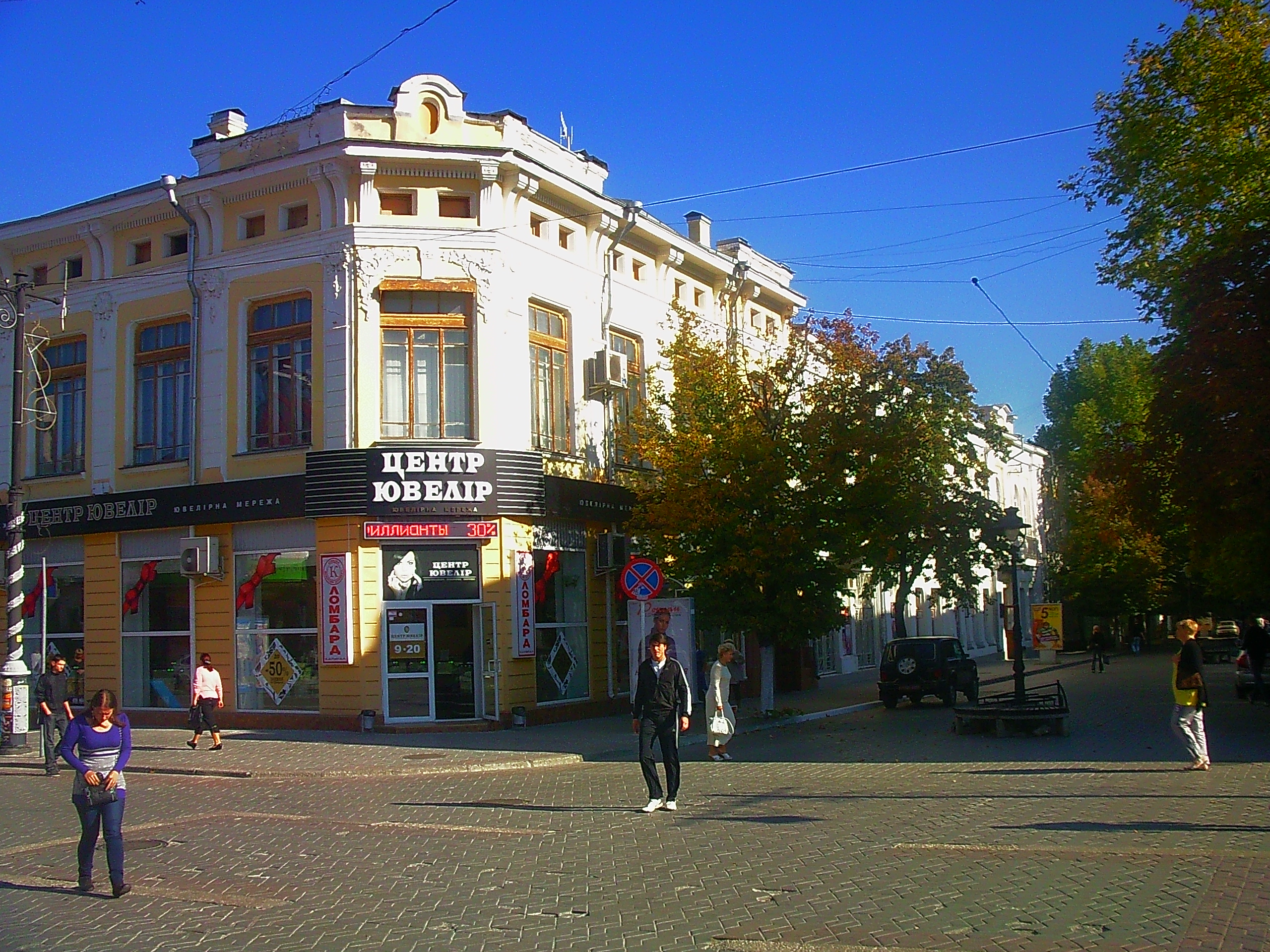
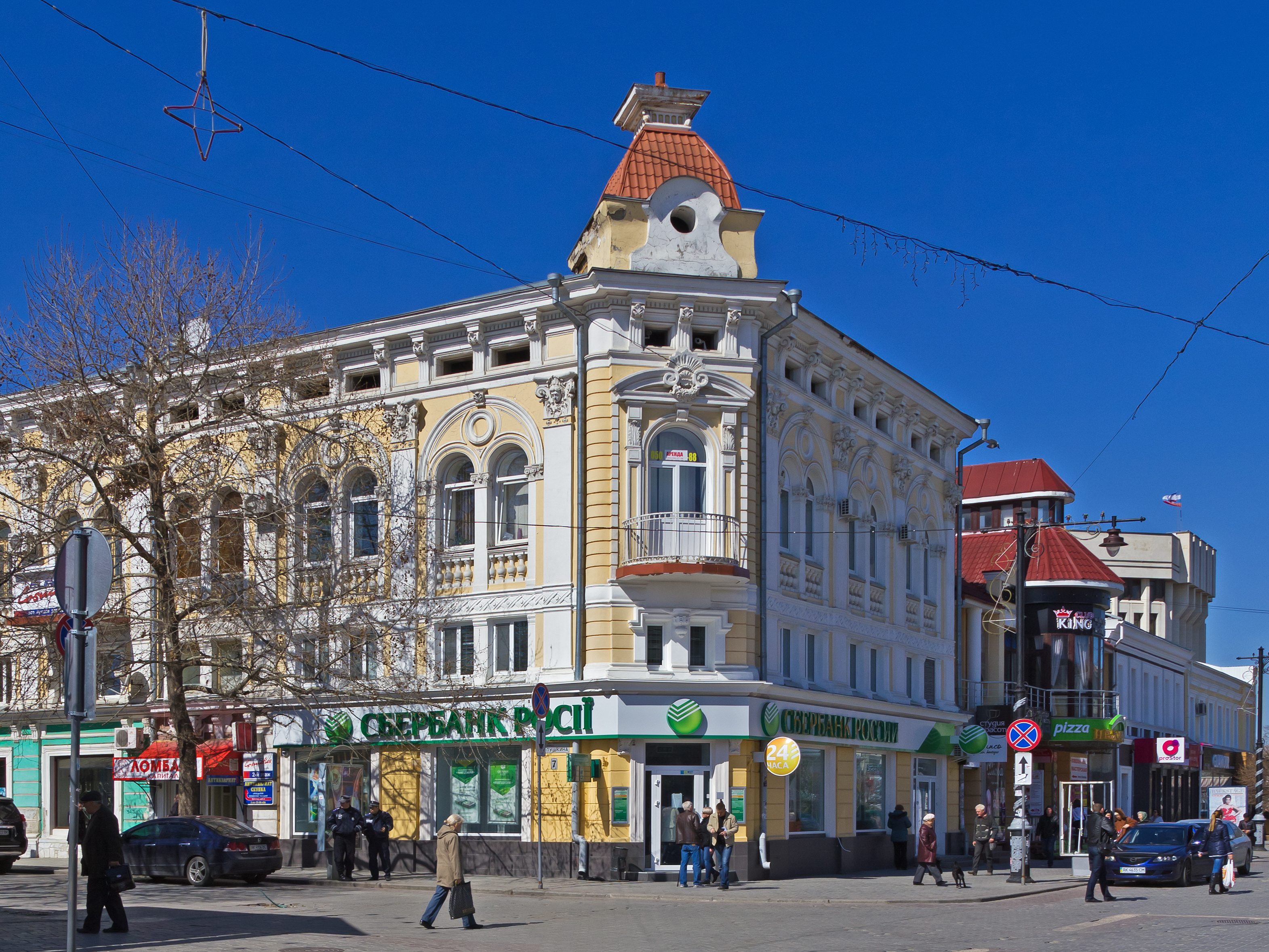
Будівля мануфактурного магазину Семерджіева
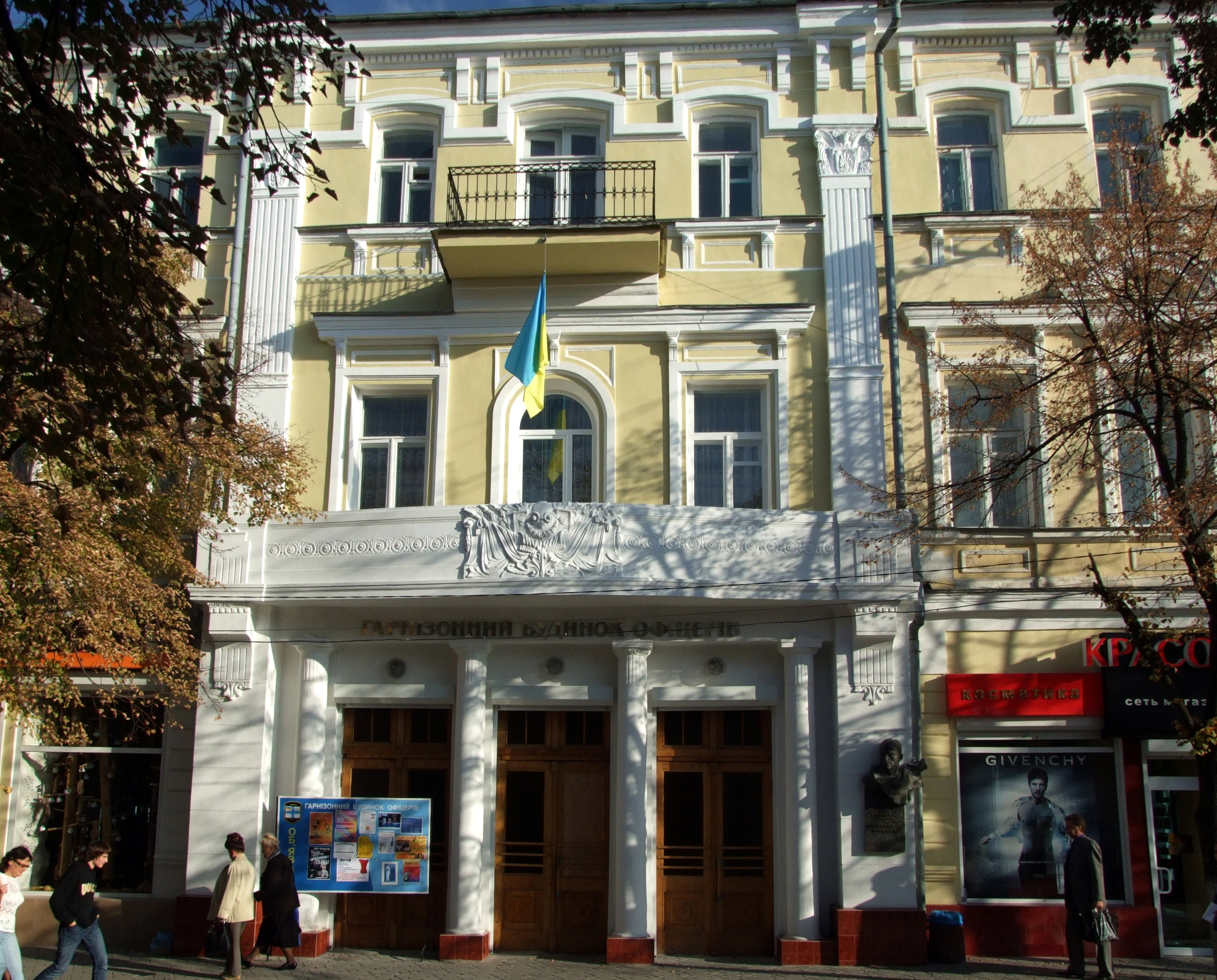
Колишній готель «Метрополь»
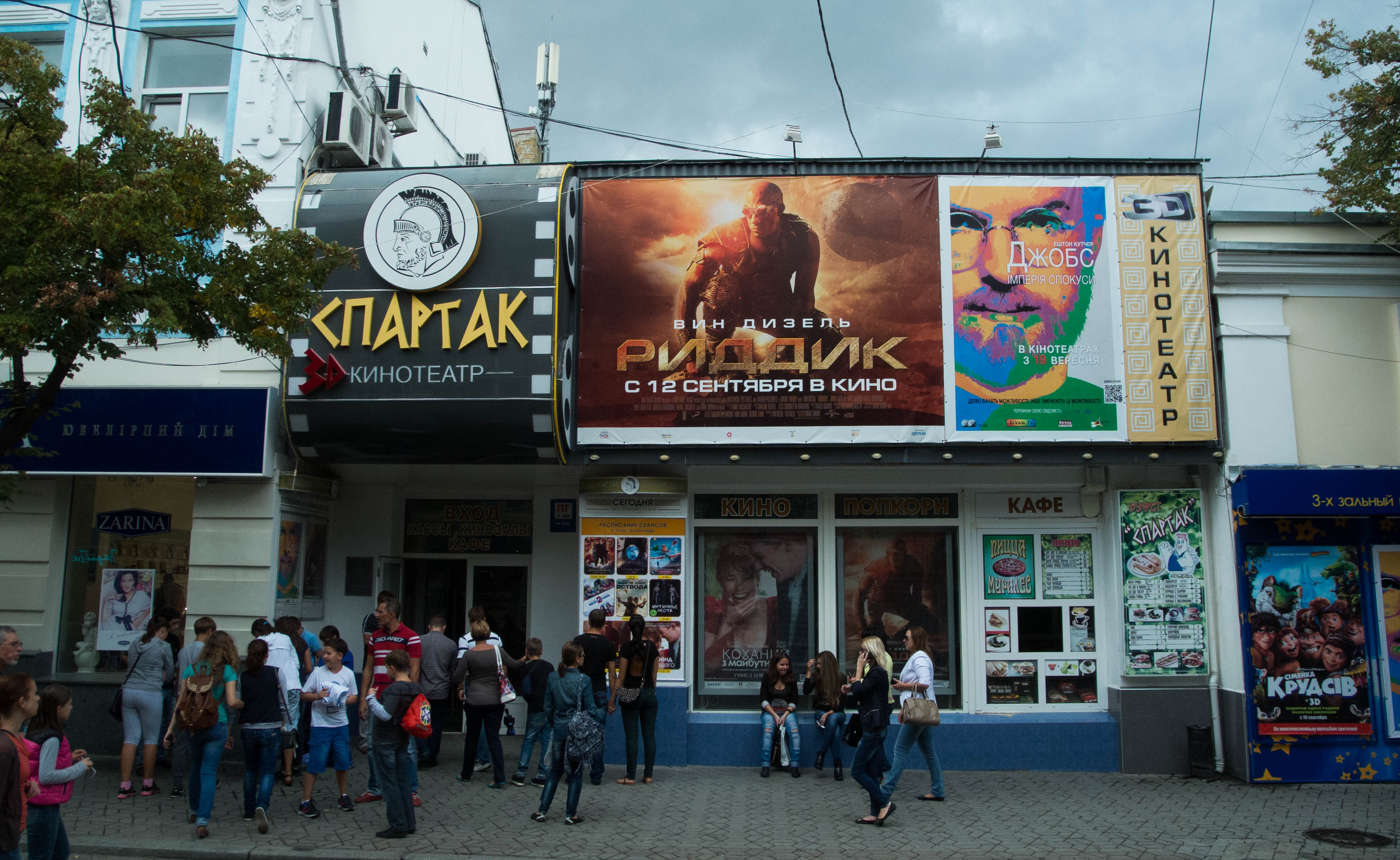
Кінотеатр «Спартак»
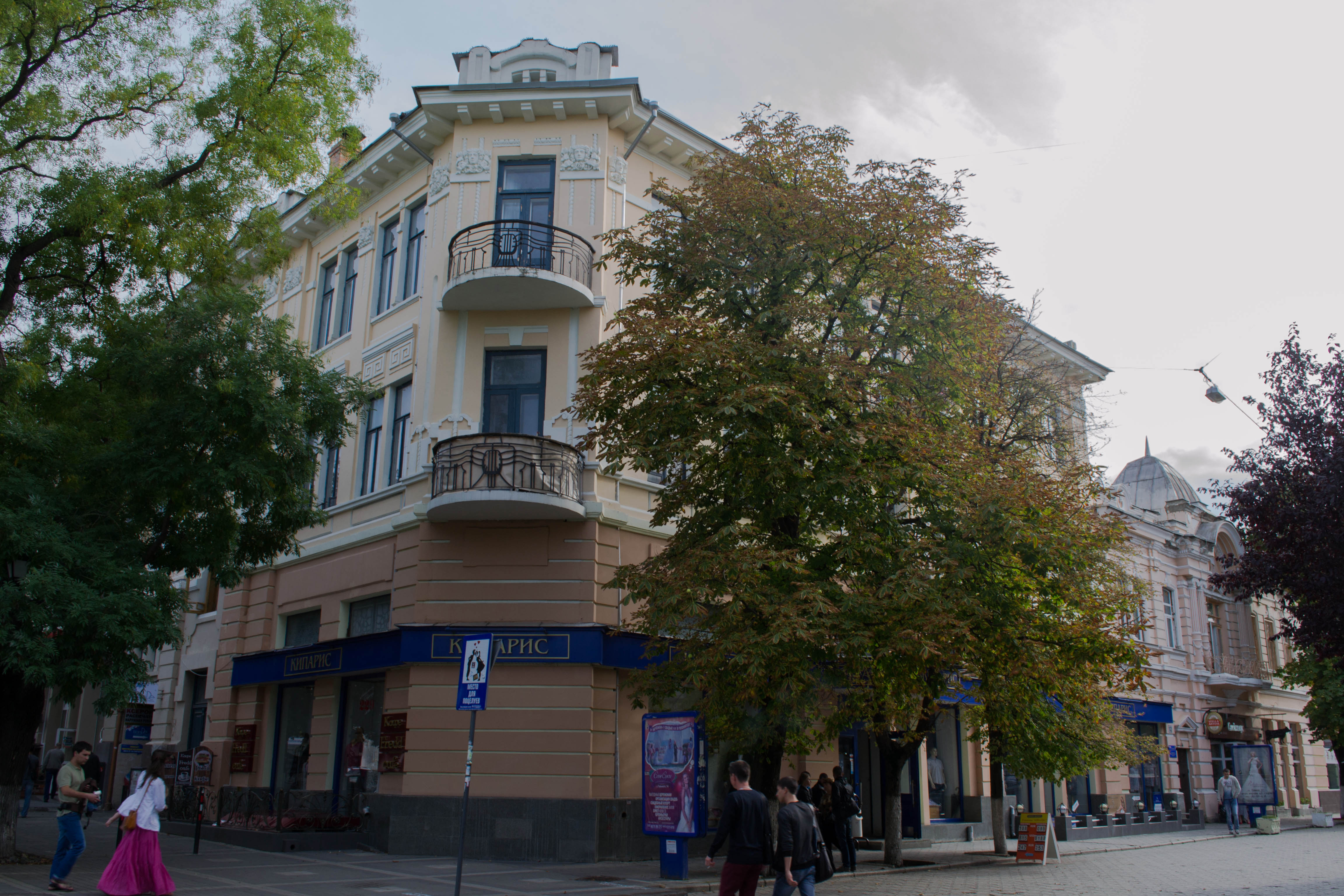
Прибутковий будинок Бреннера
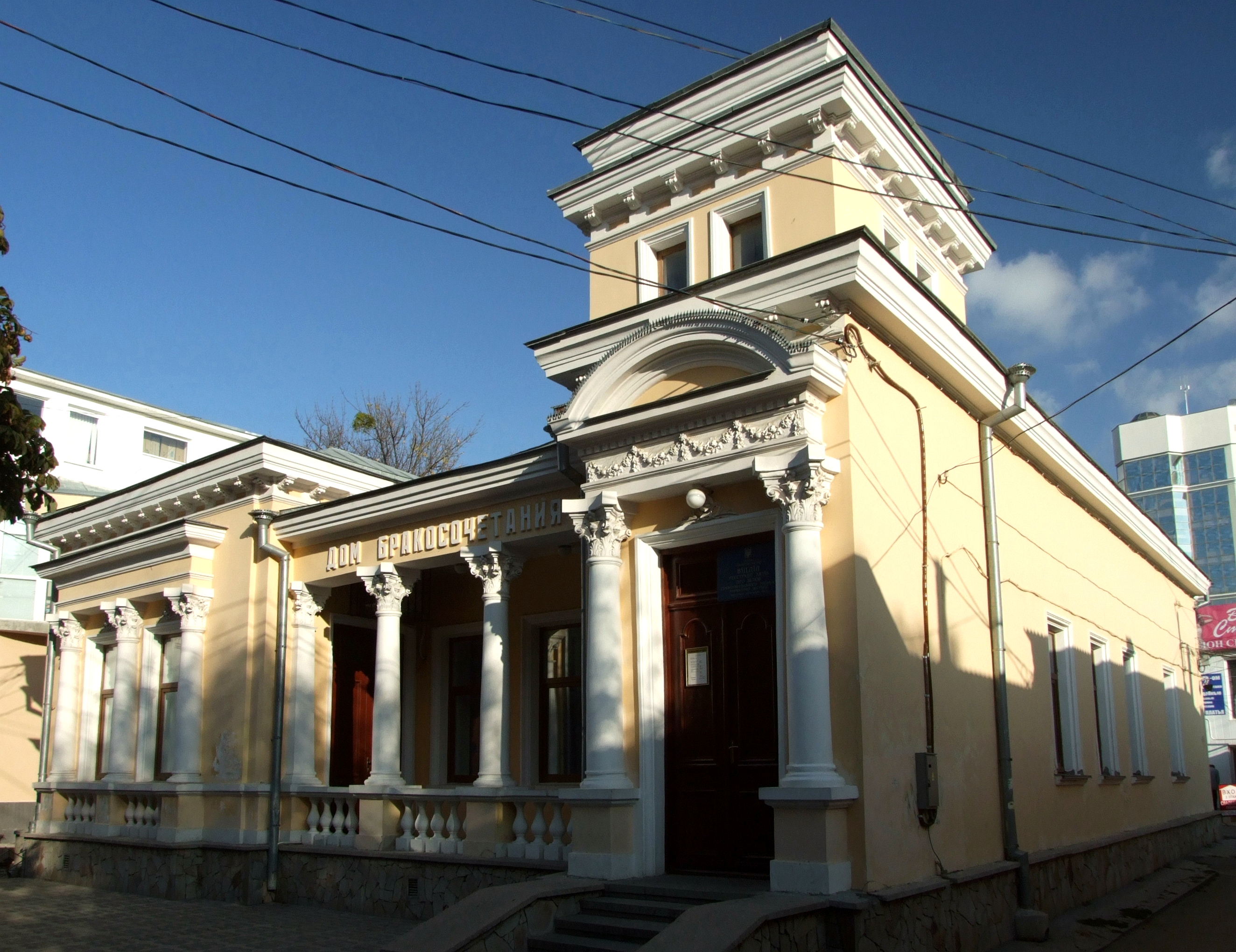
Колишній особняк Шнейдера
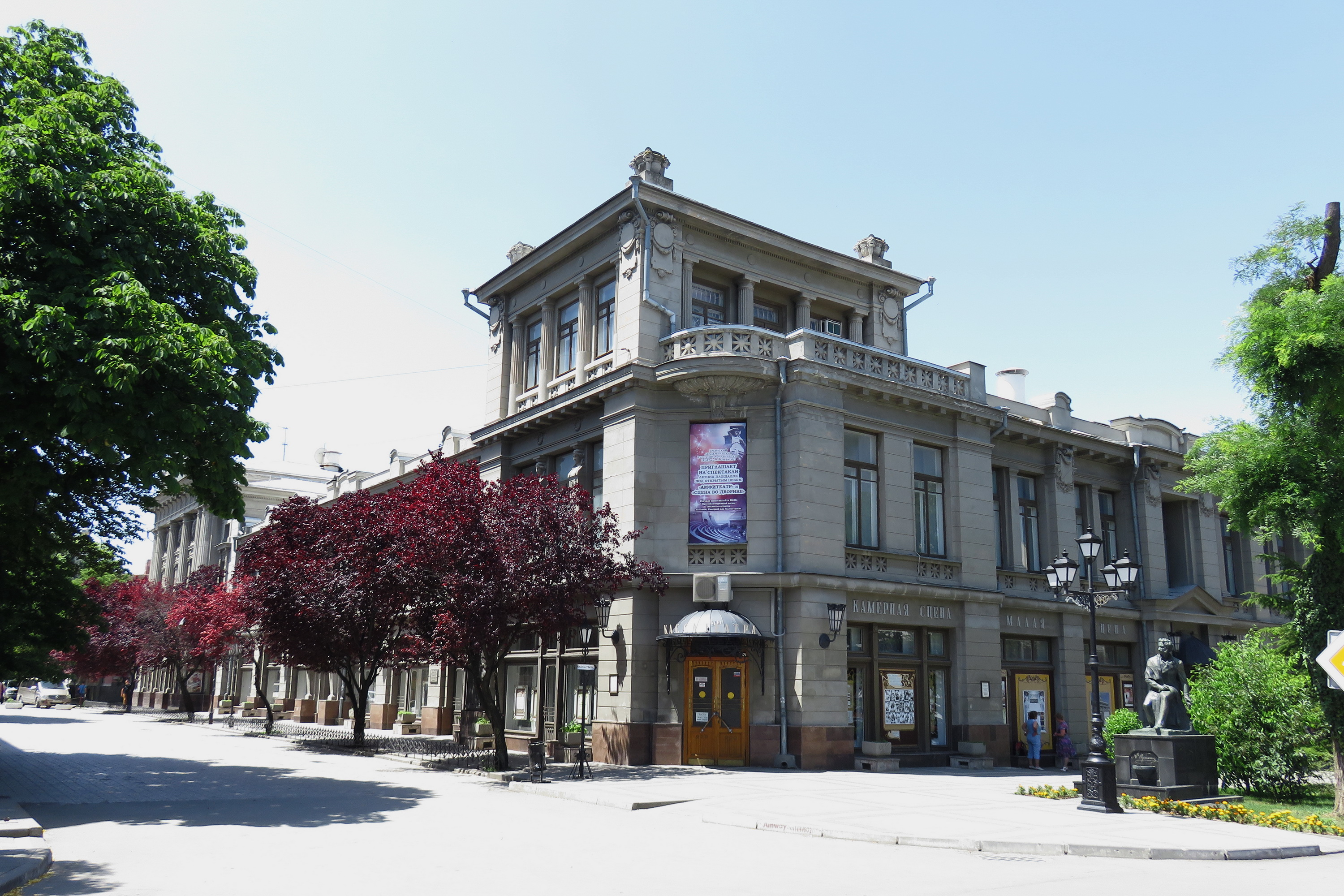
Кримський академічний російський драматичний театр імені Максима Горького
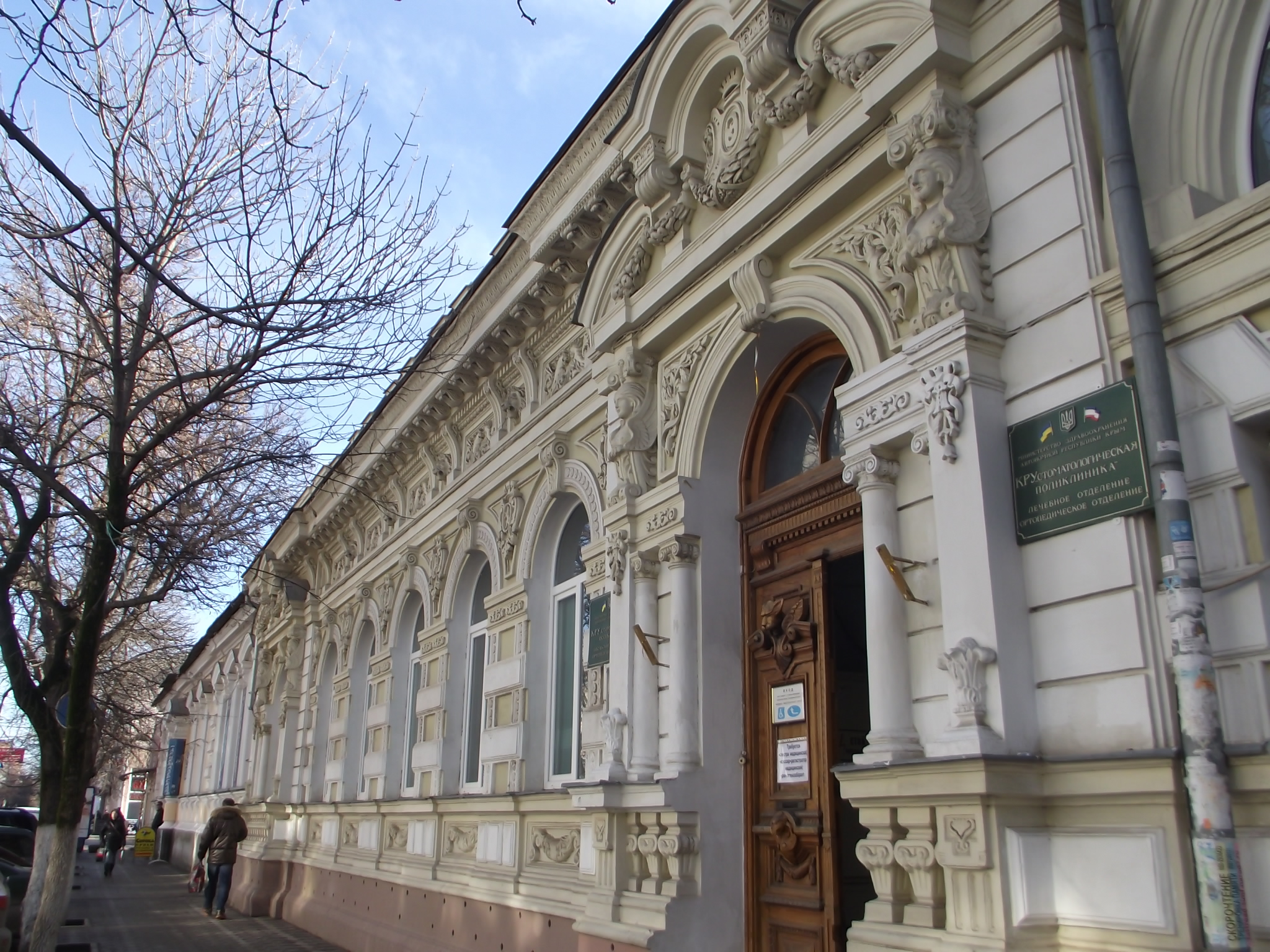
Житловий будинок Водоціана
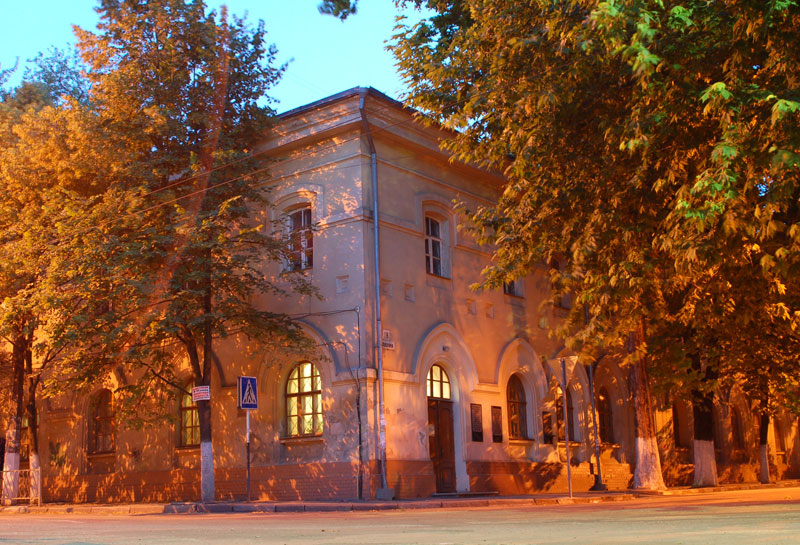
Кримський етнографічний музей
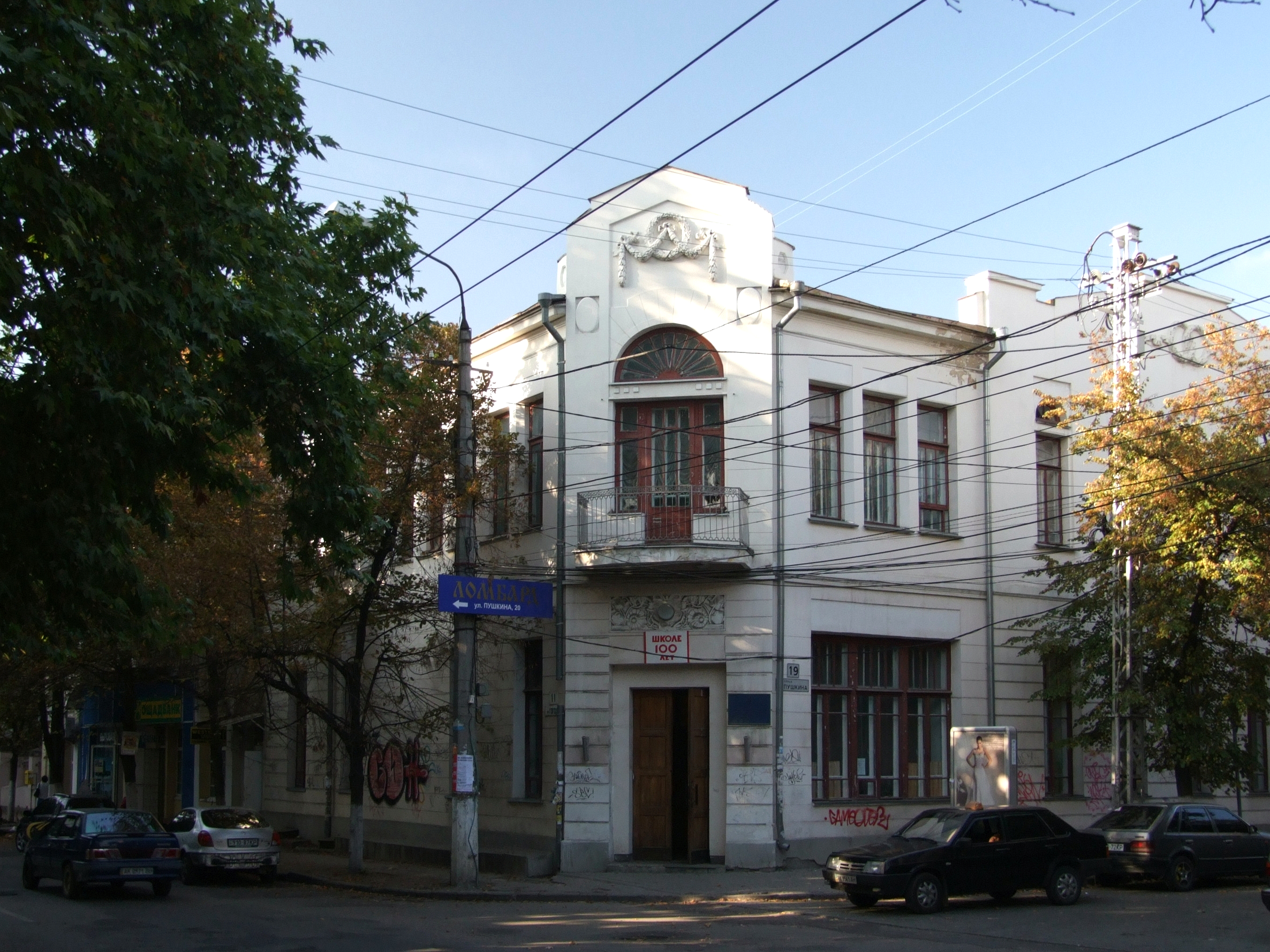
Будинок братів Левітанів
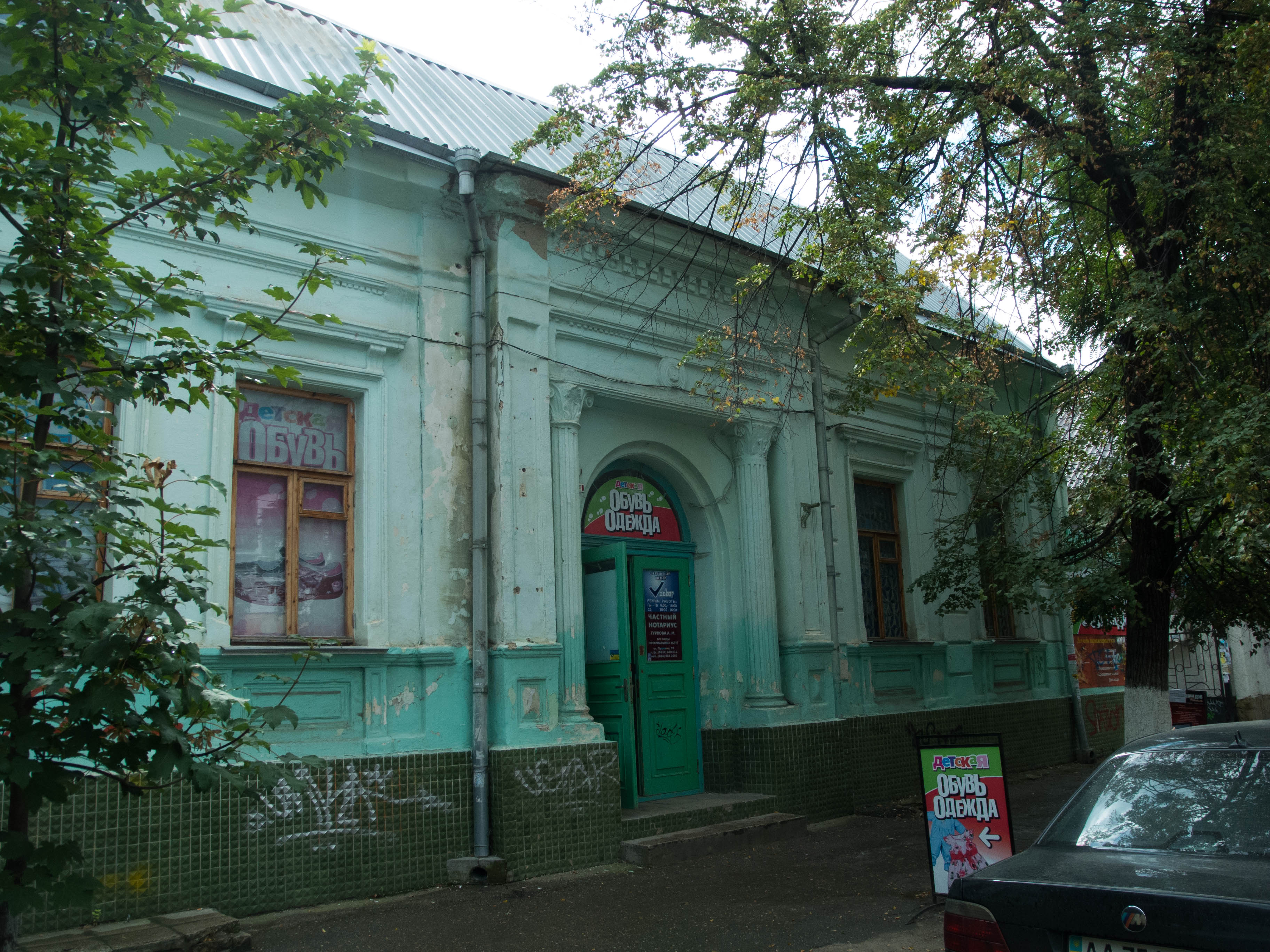
Колишній особняк початку XX століття
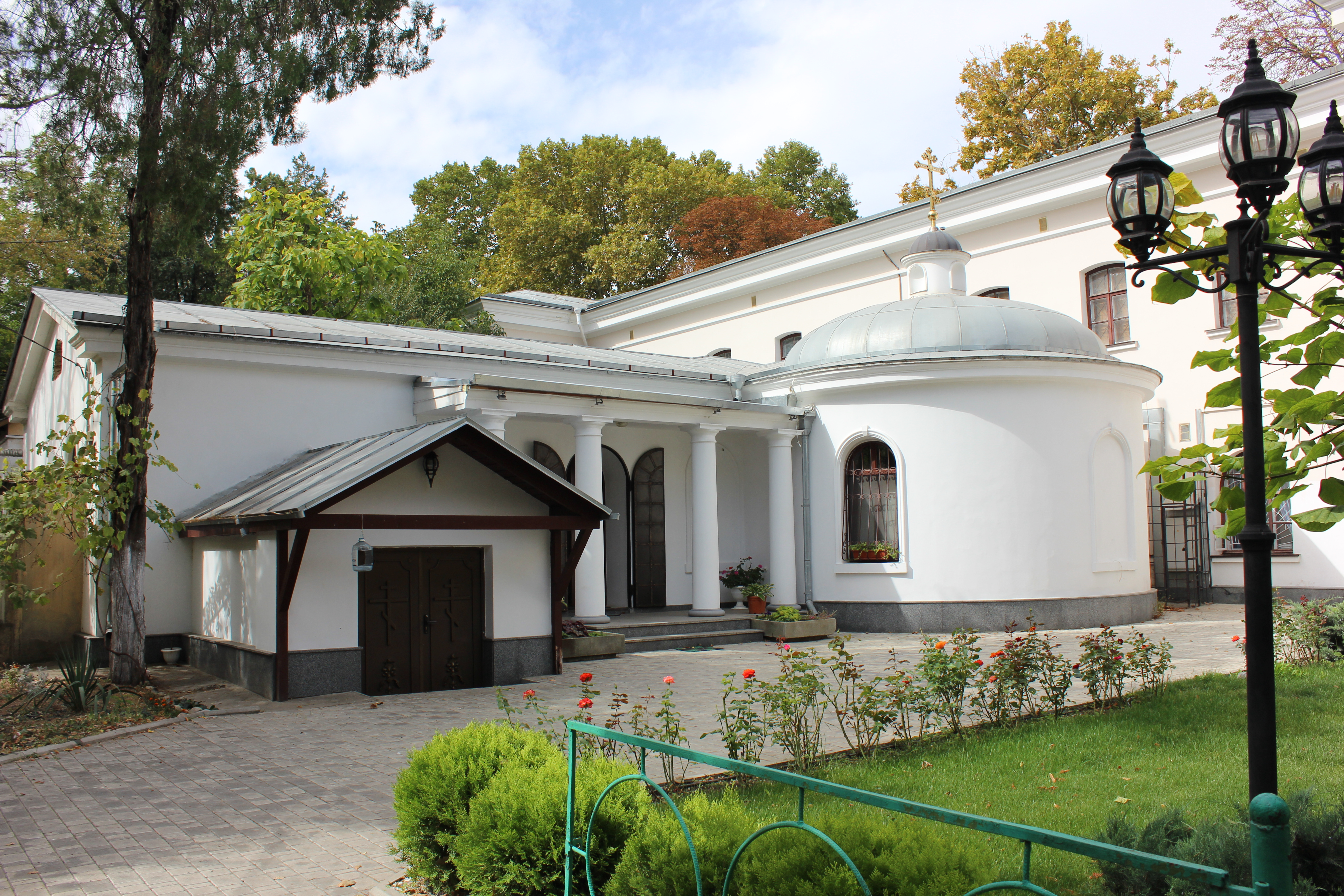
Церква святої Мироносиці Марії Магдалини
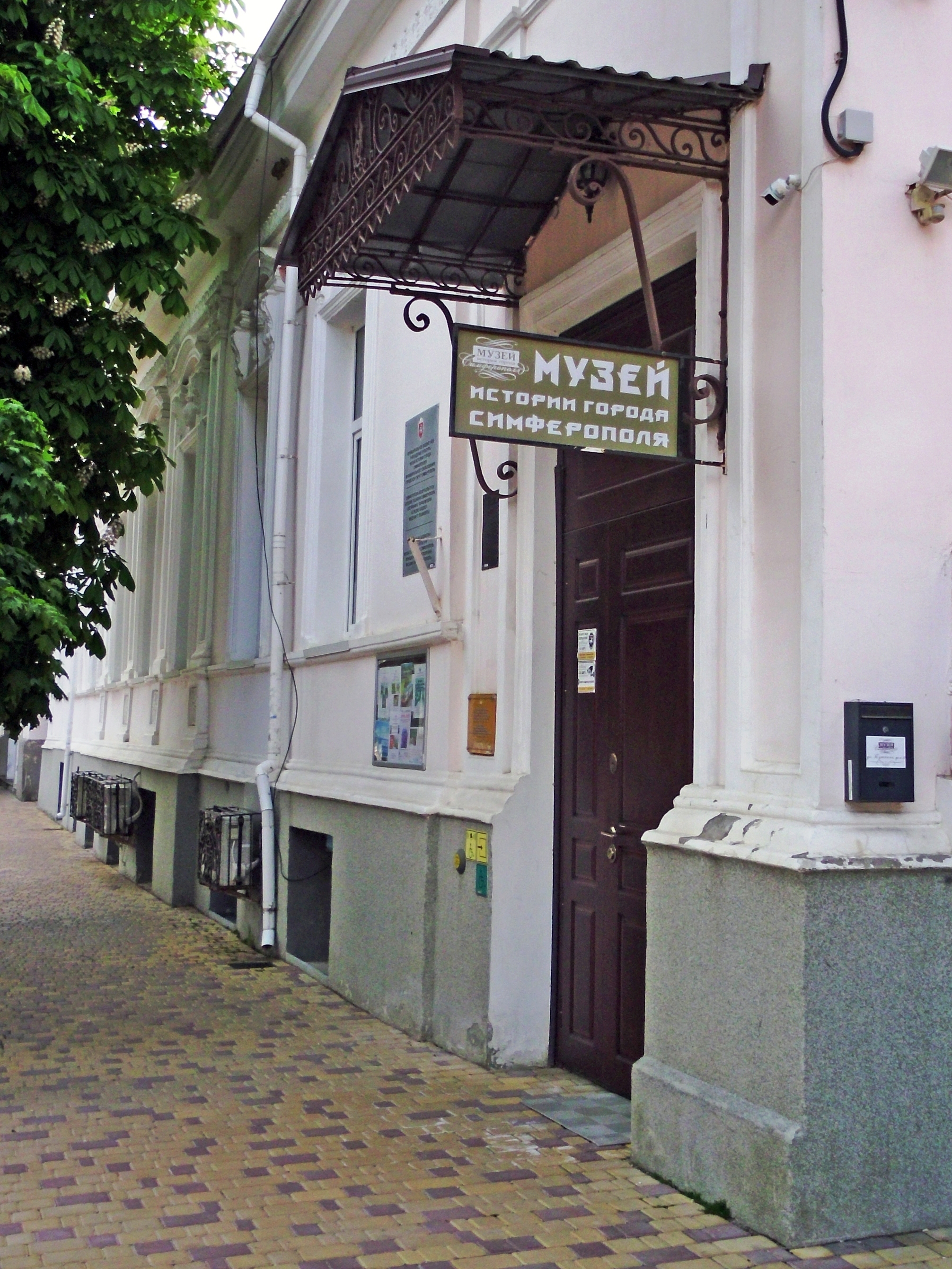
Музей історії міста Сімферополя
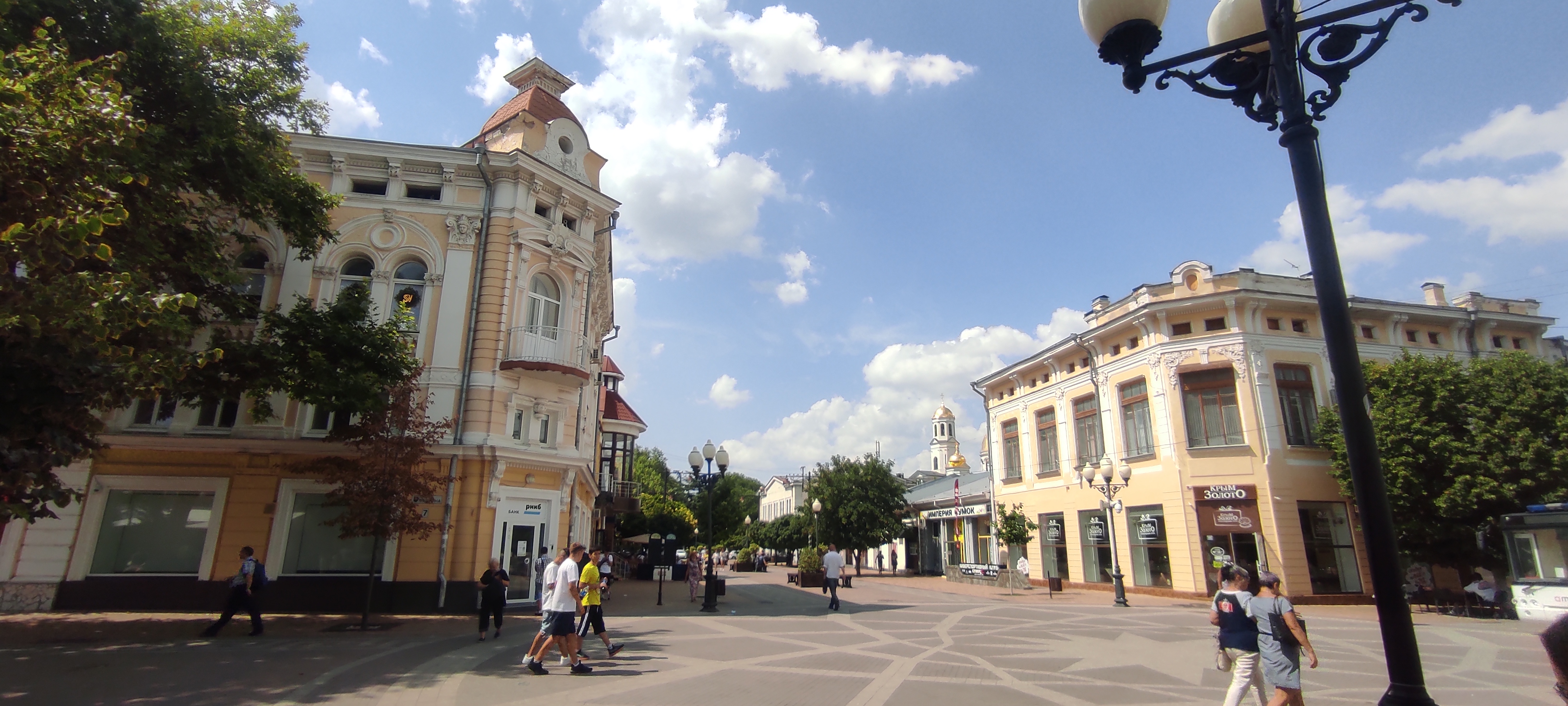
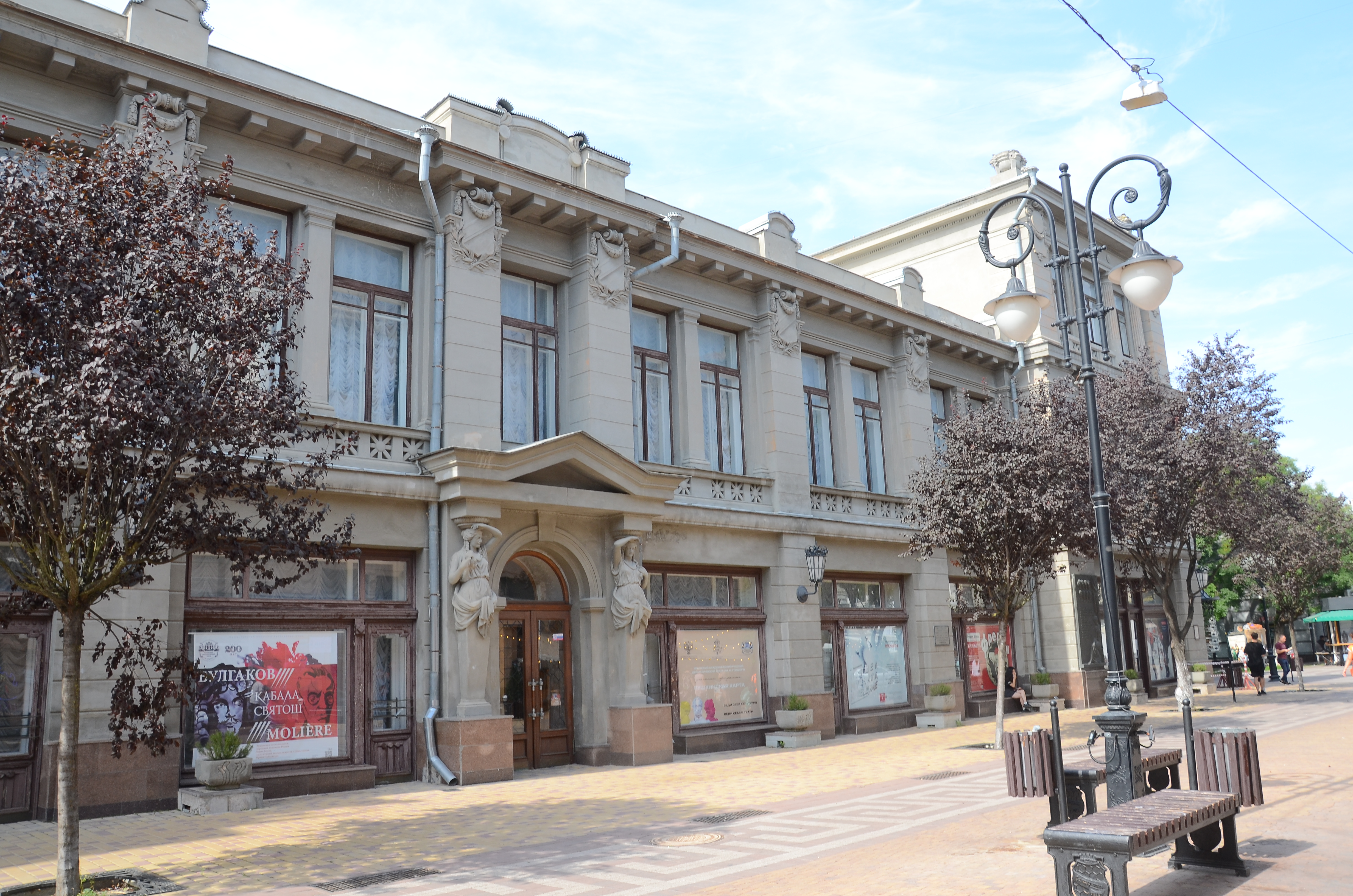
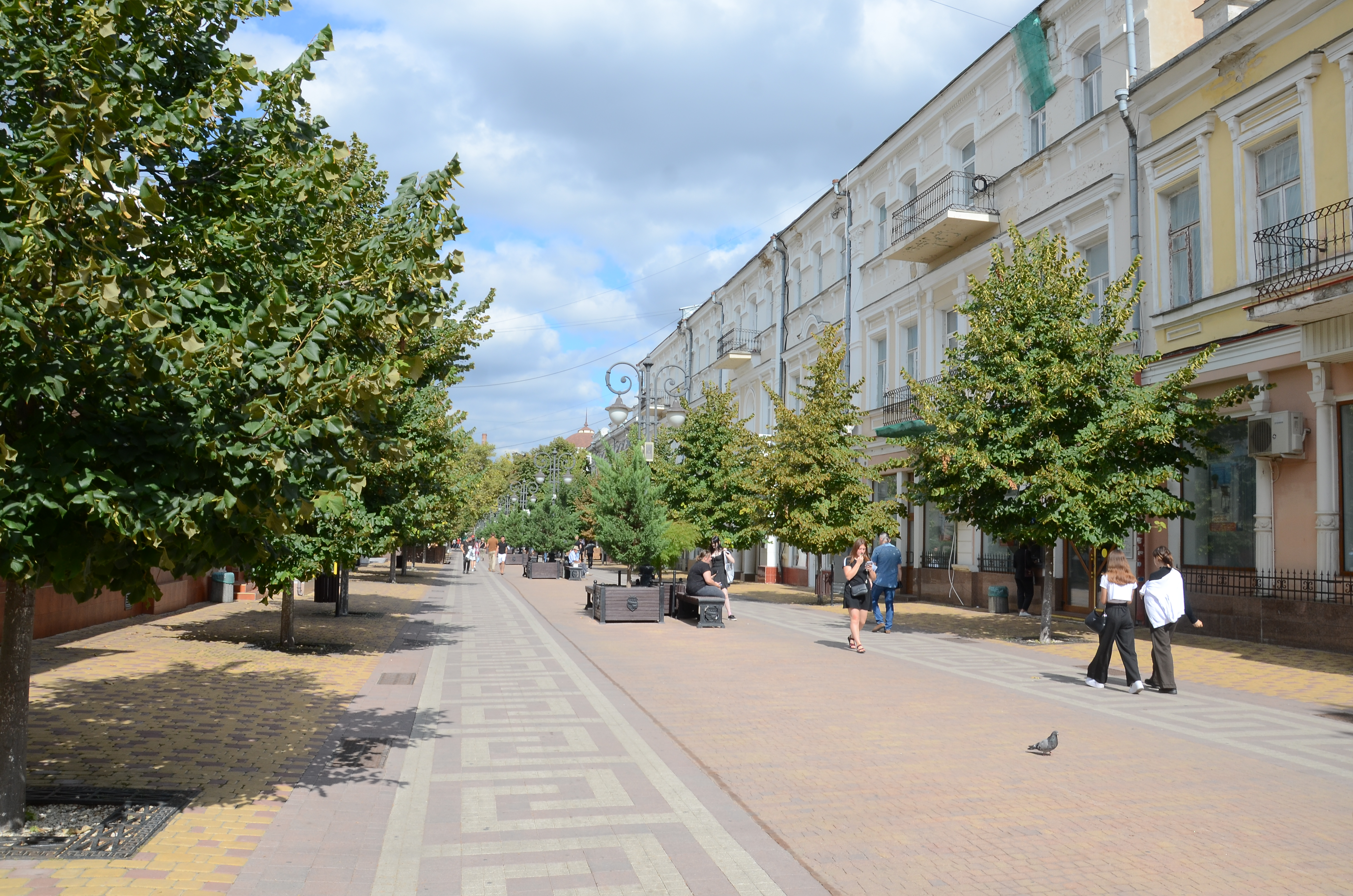
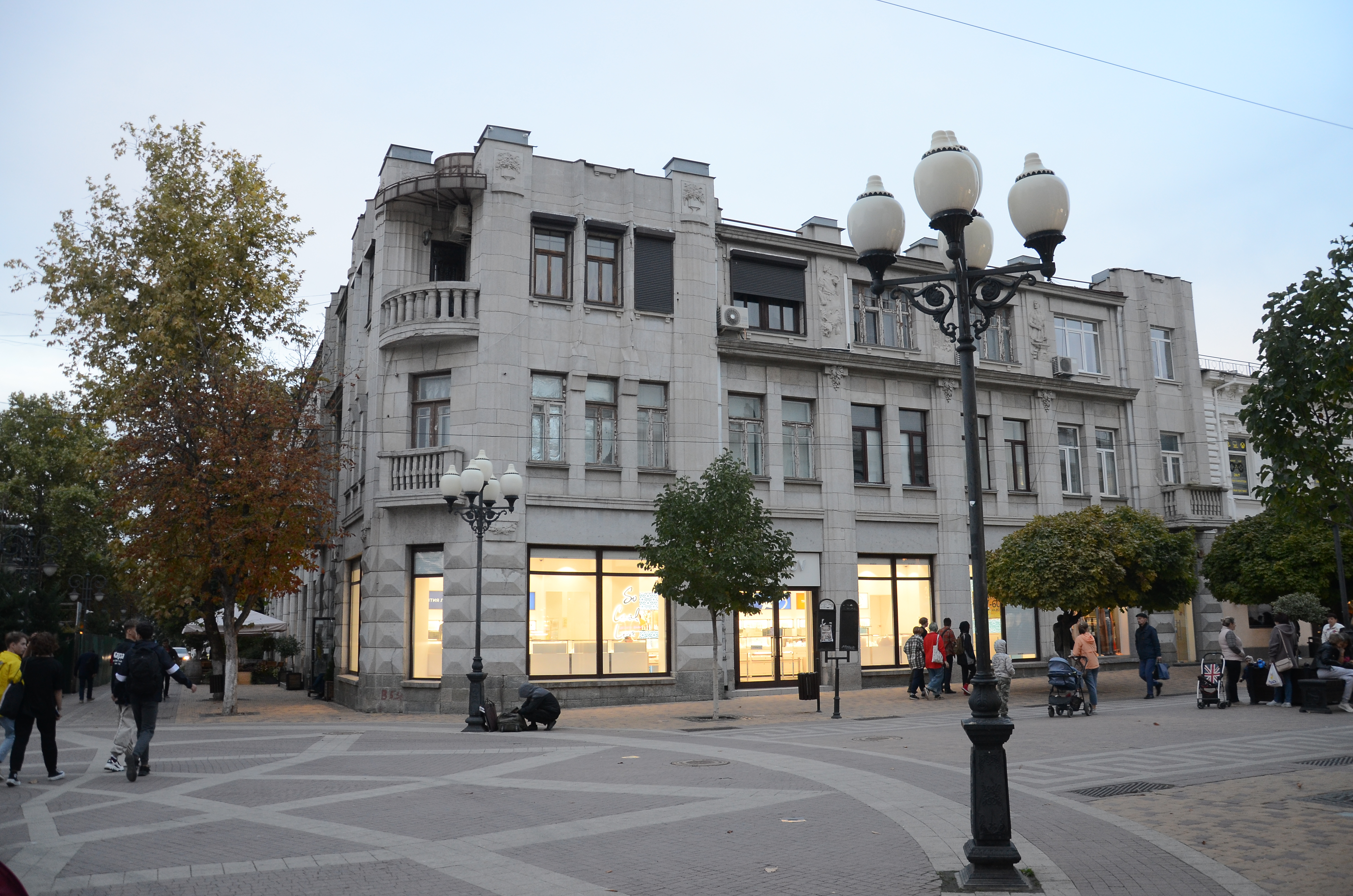
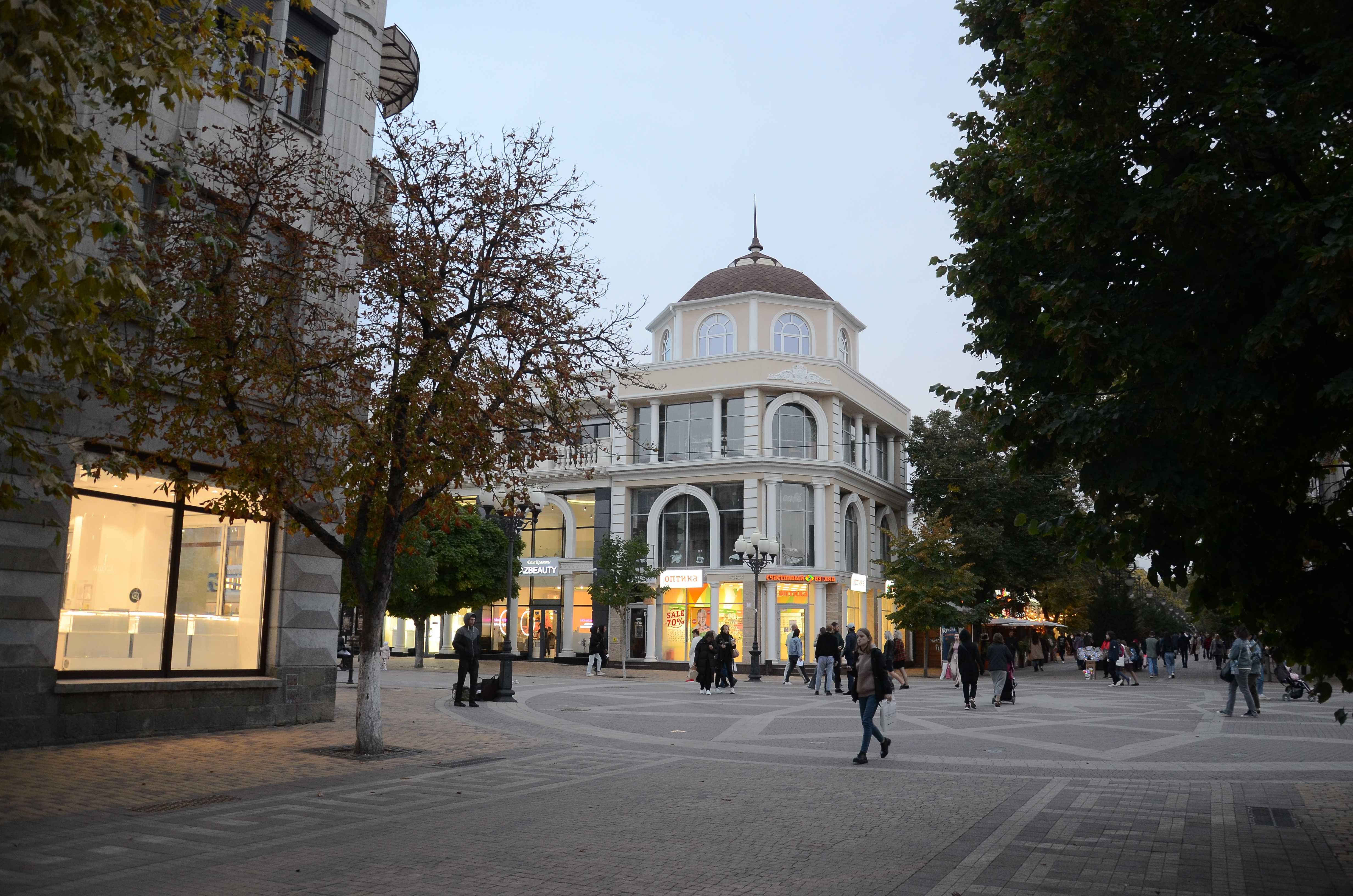
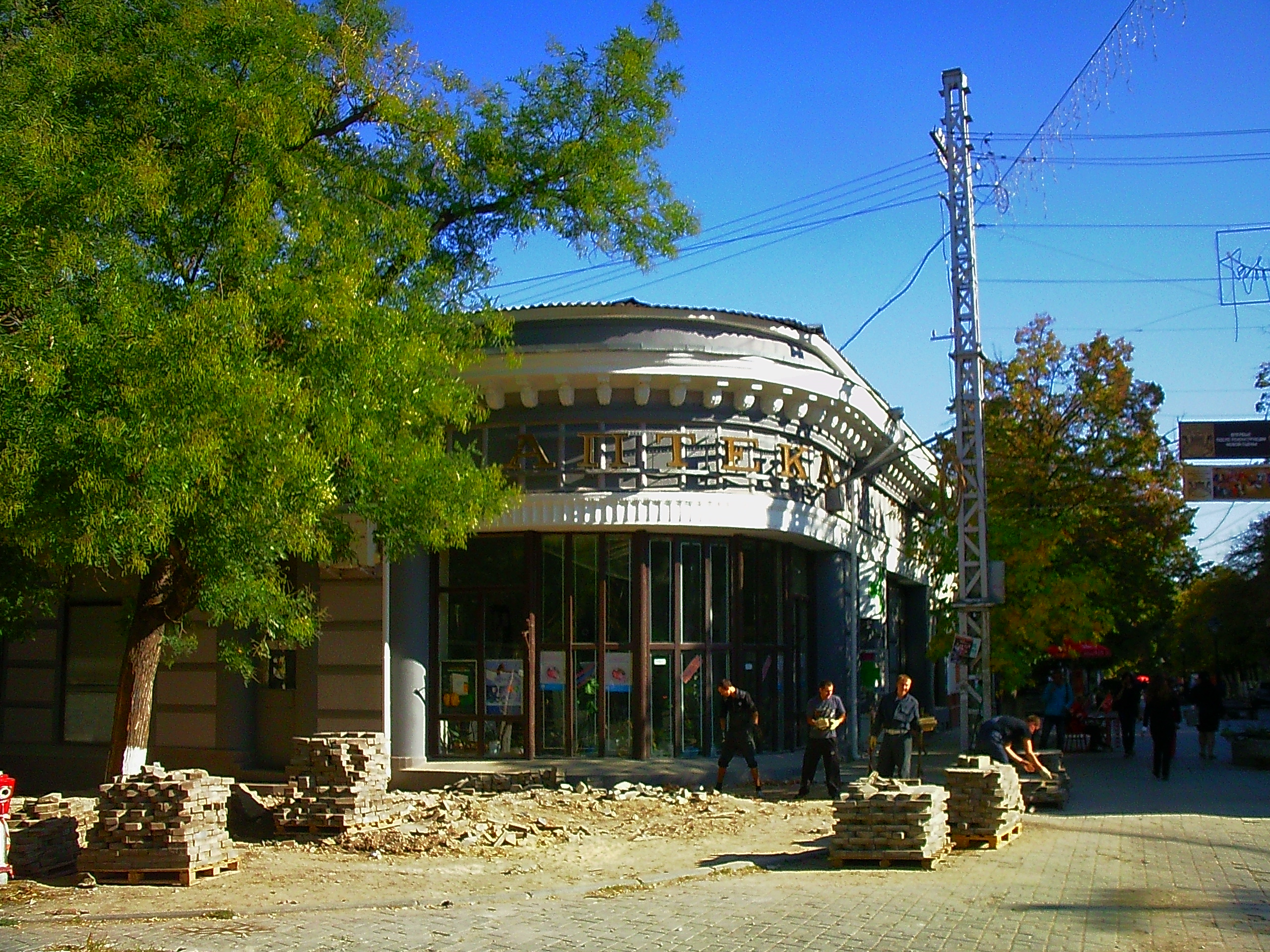
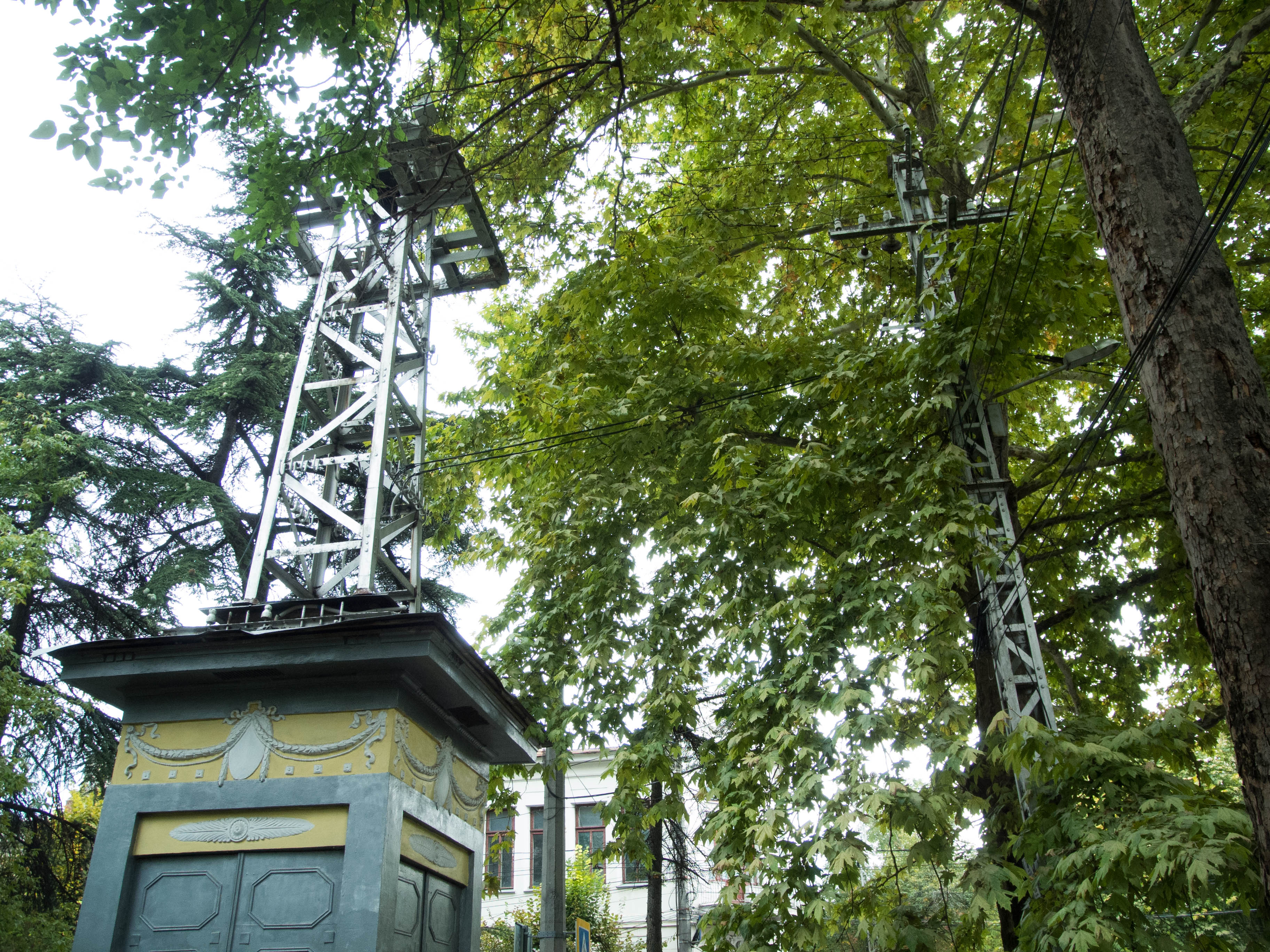
Трансформаторна підстанція

## Рекомендована література
- Поляков В. Е. Улицы Симферополя. — Сімферополь: Таврида, 1994.
- В. А. Широков «Симферополь. Улицы и дома рассказывают: История Симферополя».
- Вьюницкая Л. Прогулки по Симферополю. Улица Пушкина / Л. Вьюницкая, А. Эйлер. — Сімферополь : Н. Оріанда, 2012. — 81 с. — ISBN 978-966-1691-66-6.